# 南城街道 (忻府区)
南城街道，是中国山西省忻州市忻府区下辖的一个乡镇级行政单位。

## 行政区划
南城街道 共辖以下地区：
西街社区、东大街社区、古钟社区、小南区社区、南关社区、胜利社区、西街村、南街村、东街村、南关村、东王村、东石村、田村、试验场。